# Gary Vaynerchuk
Gary Vaynerchuk (tên khai sinh là Gennady Vaynerchuk, sinh ngày 14 tháng 11 năm 1975) là một doanh nhân Hoa Kỳ, bốn lần được bình chọn là tác giả có sách bán chạy nhất New York Times, diễn giả, và nhân vật nổi tiếng Internet được cộng đồng quốc tế công nhận. Ban đầu được biết đến với tư cách là nhà phê bình rượu vang hàng đầu, người phát triển doanh nghiệp rượu vang của gia đình từ 3 triệu đô la đô la Mỹ lên tới 60 triệu đô la Mỹ doanh thu, ông Vaynerchuk nổi tiếng nhất với vai trò nhà tiên phong truyền thông xã hội và tiếp thị kỹ thuật số chèo lái hai công ty VaynerMedia và VaynerX có trụ sở tại New York.
Ông Vaynerchuk là nhà đầu tư cấp vốn hoặc cố vấn cho Uber, Birchbox, Snapchat, Facebook, Twitter và Tumblr và nhiều công ty khác. Ông là diễn giả chính thường xuyên có mặt tại các hội nghị doanh nghiệp và công nghệ toàn cầu.

## Thời trẻ
Ông Vaynerchuk sinh ra ở Liên bang Xô-viết và nhập cư vào Hoa Kỳ vào năm 1978 sau khi Liên bang Xô-viết ký các thỏa thuận SALT I cho phép những người Xô-viết gốc Do thái rời đất nước để đổi lấy lúa mì của Mỹ. Gary và tám thành viên gia đình sống trong một căn hộ studio ở Queens, New York. Sau một thời gian sống ở Queens, Vaynerchuk và gia đình chuyển đến Edison, New Jersey nơi Vaynerchuk điều hành một quầy chi nhánh bán nước chanh giải khát và kiếm được hàng ngàn đô la vào các ngày cuối tuần nhờ mua bán thẻ bóng chày sưu tầm. Năm 14 tuổi, ông tham gia cơ sở kinh doanh bán lẻ rượu vang của gia đình. Vaynerchuk tốt nghiệp văn bằng cử nhân tại trường Mount Ida College ở Newton, Massachusetts vào năm 1998.

## Sự nghiệp

### Wine Library
Sau khi tốt nghiệp đại học vào năm 1999 Vaynerchuk quay trở lại đảm trách công việc điều hành hoạt động hàng ngày của cửa hàng Springfield, New Jersey của người cha, Shopper's Discount Liquors. Gary đổi tên cửa hàng thành Wine Library, bắt đầu hoạt động bán hàng trực tuyến và vào năm 2006 ông khởi xướng chương trình Wine Library TV, một chương trình phát sóng trực tuyến hàng ngày chuyên về rượu vang.
Nhờ sự kết hợp giữa thương mại điện tử, tiếp thị qua email, và mức giá, đến năm 2005 Vaynerchuk đã phát triển doanh nghiệp từ 3 triệu Mỹ kim lên tới 60 triệu Mỹ kim doanh thu một năm. Vào tháng 8 năm 2011, Vaynerchuk tuyên bố rút lui để xây dựng VaynerMedia, cơ sở kỹ thuật số mà ông đồng sáng lập với em trai vào năm 2009.

### VaynerMedia
Năm 2009, cùng với người em trai AJ Vaynerchuk, Gary sáng lập ra VaynerMedia, một cơ sở kỹ thuật số chú trọng đến truyền thông xã hội. Công ty cung cấp các dịch vụ chiến lược và truyền thông xã hội cho các công ty trong danh sách Fortune 500 chẳng hạn như General Electric, Anheuser-Busch, Mondelez và PepsiCo. Năm 2015, VaynerMedia được vinh danh là một trong các cơ sở Hạng A của Advertising Age. Với 600 nhân viên vào năm 2016, VaynerMedia đạt tổng doanh thu 100 triệu Mỹ kim. Công ty cũng hợp tác với Vimeo nhằm liên kết các nhãn hiệu và các nhà làm phim để sản xuất nội dung kỹ thuật số.

### The Gallery
Năm 2017 The Wall Street Journal thông báo Vaynerchuk thành lập The Gallery, một công ty mới là trụ sở của PureWow sau khi được Vaynerchuk và RSE Ventures mua lại cùng với các công ty sáng tạo nội dung và truyền thông khác. Ryan Harwood CEO của PureWow là CEO của The Gallery. Một công ty chi nhánh của cơ sở kỹ thuật số, VaynerMedia, Marketing Dive viết rằng PureWow "gia nhập lực lượng với các gã khổng lồ VaynerMedia để tăng cường năng lực sản xuất video dựa trên các nguồn lực và các nhóm nhân viên có sẵn của công ty."

## Hoạt động đầu tư
Vaynerchuk đã thực hiện nhiều thương vụ đầu tư cá nhân với tư cách là nhà đầu tư cấp vốn bao gồm cả đầu tư vào nhà xuất bản phụ nữ, PureWow, vào năm 2017. Ông cũng đầu tư vào Uber, Facebook, Twitter, Venmo và hàng chục các công ty khởi nghiệp khác.

### VaynerRSE
Sau khi rời Tumblr và Buddy Media, Vaynerchuk khởi nghiệp VaynerRSE dưới hình thức quỹ đầu tư 25 triệu Mỹ kim với Matt Higgins của RSE Ventures và được sự ủng hộ của chủ sở hữu Miami Dolphins là Stephen Ross. Quỹ tập trung vào công nghệ tiêu dùng và là "vườn ươm doanh nghiệp" business incubator ngoài hình thức đầu tư cấp vốn truyền thống.

### BRaVe Ventures
Năm 2014, Vaynerchuk hợp tác với các doanh nhân ngành TV truyền thông xã hội Jesse Redniss và David Beck để thành lập BRaVe Ventures. Hãng cung cấp dịch vụ tư vấn cho các mạng truyền hình về công nghệ mới và cấp ngân quỹ cũng như ấp ủ các công nghệ và dự án khởi nghiệp điện ảnh đa ngành và mạng xã hội mới phát triển. Vào tháng 11 năm 2016 tạp chí Variety thông báo Turner Broadcasting System đã mua lại công ty tư vấn BRaVe Ventures để phát triển kinh doanh và chiến lược cho các nhãn hiệu chủ chốt của công ty, TBS và TNT.

### VaynerSports
Năm 2016, Vaynerchuk đầu tư vào hãng thể thao Symmetry để thành lập nên VaynerSports với mục đích cung cấp dịch vụ đại diện toàn diện cho vận động viên thể thao. Năm 2007, VaynerSports đã ký hợp đồng với những người tham gia NFL Draft trong đó có Jalen Reeves Maybin và Jon Toth.

## Truyền thông

### Planet of the Apps
Vào tháng 2 năm 2017, Apple và Propagate công bố giới thiệu bộ phim Planet of the Apps, một sê-ri phim truyền hình thực tế với dàn diễn viên cũ trong đó có Vaynerchuk, Will.i.am và Gwyneth Paltrow. Được mô tả là sự kết hợp giữa Shark Tank và American Idol, trong chương trình này Vaynerchuk và nhóm đánh giá các phần trình bày thuyết phục của các nhà sản xuất ứng dụng đang tìm kiếm nguồn đầu tư. Dàn diễn viên đã cùng Product Hunt tham gia du hành đến Austin, San Francisco, Los Angeles và New York.

### DailyVee
DailyVee là chương trình phim tài liệu video hàng ngày trên YouTube ghi lại cuộc sống của Vaynerchuk ở cương vị một người cha, doanh nhân và CEO. Bắt đầu từ năm 2015, Vaynerchuk ghi hình trực tiếp, phỏng vấn những người khác và phát sóng các buổi gặp gỡ nhà đầu tư cũng như các buổi thảo luận chiến lược tại VaynerMedia. Trong chương trình truyền hình nhiều tập này, Vaynerchuk áp dụng các chiến lược truyền thông xã hội, đặc biệt là qua Snapchat để thuyết minh đề tài tiếp thị qua mạng truyền thông xã hội.

### The #AskGaryVee Show
Năm 2014, Vaynerchuk khởi xướng chương trình The #AskGaryVee Show trên YouTube, cùng với nhóm sản xuất nội dung riêng của ông. Trong chương trình này, Vaynerchuk thể hiện lại các câu hỏi từ Twitter và Instagram và hồi đáp tùy ứng một cách ấn tượng. Các câu hỏi trong chương trình, phổ biến nhất là các chủ đề về kỹ năng doanh nghiệp, gia đình và kinh doanh, được nhóm sản xuất sàng lọc trước nhưng Vaynerchuk không được biết các câu hỏi này cho đến mỗi buổi ghi hình. Chương trình AskGaryVee Show đã gợi cảm hứng cho cuốn sách thứ tư của Vaynerchuk có tựa đề, AskGaryVee: One Entrepreneur's Take on Leadership, Social Media, and Self-Awareness.

### Wine Library TV
Vaynerchuk điều hành một video blog trên Youtube tên là Wine Library TV (WLTV hay The Thunder Show) từ 2006 đến 2011, với nội dung là các bài bình luận về rượu vang, nếm thử rượu vang, và tư vấn về rượu vang. Chương trình bắt đầu phát sóng từ tháng 2 năm 2006 và được sản xuất hàng ngày tại cửa hàng Wine Library ở Springfield, New Jersey. Vaynerchuk xuất hiện trên trang bìa tạp chí Mutineer Magazine số tháng 12 năm 2007, khởi xướng chương trình truyền hình dài tập "Mutineer Interview". Các nhân vật nổi tiếng là khách mời gồm có Jancis Robinson, Heidi Barrett, Kevin Rose, Timothy Ferriss, Jim Cramer of CNBC's Mad Money, Wayne Gretzky, và Dick Vermeil.
Khi đến tập phát sóng thứ 1,000 vào năm 2011 Vaynerchuk ngừng chương trình và thay bằng một chương trình video podcast, The Daily Grape. Vào tháng 8 năm 2011, Vaynerchuk tuyên bố trên Daily Grape rằng ông sẽ ngừng sản xuất video blog về rượu vang.

### Wine & Web
Năm 2010, Vaynerchuk bắt đầu phát sóng chương trình Wine & Web trên Sirius XM đài phát thanh vệ tinh. Nội dung chương trình là tổng hợp các kỹ năng nếm thử rượu vang mới trong phần "Wine of the Week" với các cải tiến, xu hướng, và cơ hội khởi nghiệp trong phần "Web of the Week" của chương trình.

## Tác giả

### Crush It!
Vào tháng 3 năm 2009, Vaynerchuk ký hợp đồng xuất bản 10 cuốn sách với HarperStudio với số tiền hơn $1,000,000 và phát hành cuốn sách đầu tiên, Crush It! Why Now is the Time to Cash in on your Passion, vào tháng 10 năm 2009. Trong vài tuần phát hành đầu tiên của Crush It!, cuốn sách đã leo lên vị trí #1 trong danh sách Sách Bán Chạy Nhất của Amazon cho hạng mục sách Tiếp Thị Qua Mạng. Cuốn sách cũng xếp thứ hai trong danh sách Sách tư vấn bìa cứng bán chạy nhất của New York Times và danh sách Sách bán chạy nhất của Wall Street Journal'.Crush It! cũng được phát sóng trên ReadWrite, CBS, và Psychology Today. Crush It! cũng là một trong những cuốn sách đầu tiên được phát hành trên nền hệ thống Vook.

### The Thank You Economy
Năm 2011, cuốn sách thứ hai của Vaynerchuk có tựa đề The Thank You Economy đạt vị trí thứ hai trong danh sách những cuốn sách tư vấn bìa cứng bán chạy nhất của New York Times. Cuốn sách "The Thank You Economy" khám phá các con số và các nhân tố mềm quyết định mối quan hệ thành công giữa doanh nghiệp và người tiêu dùng.

### Jab, Jab, Jab, Right-Hook
Năm 2013, Vaynerchuk xuất bản cuốn sách thứ ba của ông tên là Jab, Jab, Jab, Right Hook: How to Tell Your Story in a Noisy Social World, qua nhà xuất bản Harper Business. Qua việc nêu bật các chiến dịch và chiến lược từng thành công và cả thất bại trong tất cả các hệ thống truyền thông xã hội lớn, cuốn sách thứ ba của Vaynerchuk chỉ ra các chiến lược và phương án tiếp thị qua mạng truyền thông xã hội mà các doanh nghiệp nên tránh hoặc nên áp dụng. Jab, Jab, Jab, Right-Hook vừa xuất hiện đã chiếm vị trí hàng đầu trong danh sách các cuốn sách kinh doanh của Wall Street Journal và vị trí thứ tư trong danh sách những cuốn sách tư vấn bìa cứng bán chạy nhất của New York Times.

### AskGaryVee: One Entrepreneur's Take on Leadership, Social Media, and Self-Awareness
Vào tháng 3 năm 2016, Vaynerchuk phát hành cuốn sách thứ tư có tựa đề, AskGaryVee: One Entrepreneur's Take on Leadership, Social Media, and Self-Awareness, qua nhà xuất bản Harper Business, thuộc Harper Collins. Dựa trên chương trình truyền hình dài tập trên Youtube của Vaynerchuk là #AskGaryVee, Vaynerchuk biên tập những thắc mắc và giải đáp hay nhất từ chương trình YouTube của ông thành một cuốn tiểu thuyết dựa trên các chủ đề như tự nhận thức bản thân, nuôi dạy con cái, và trở ngại trong kinh doanh. #AskGaryVee đánh dấu cuốn sách bán chạy thứ hai của Vaynerchuk theo đánh giá của New York Times.

## Tôn vinh
Vaynerchuk được viết đến trên "The New York Times", The Wall Street Journal, GQ, và Time, và xuất hiện trên chương trình truyền hình Late Night with Conan O'Brien và The Ellen DeGeneres Show. Trong những năm 2000, Vaynerchuk được mô tả là "bậc thầy rượu vang đầu tiên của kỷ nguyên YouTube", "siêu sao mới của thế giới rượu vang", và theo Rob Newsom, một nhà sản xuất rượu vang ở tiểu bang Washington, "ngoài Robert Parker, có lẽ là nhà bình luận rượu vang có ảnh hưởng nhất ở Hoa Kỳ". Năm 2003, tạp chí Market Watch trao cho Gary Vaynerchuk giải thưởng "Chuyên Gia Hàng Đầu Theo Dõi Thị Trường", và ông trở thành người đoạt giải ít tuổi nhất. Vào tháng 7 năm 2009 Decanter bình chọn Vaynerchuk xếp hạng #40 trong danh sách "The Power List" xếp hạng những người có ảnh hưởng trong ngành công nghiệp rượu vang, nói rằng ông "thể hiện sức mạnh của nhật ký điện tử (blog)".
Năm 2011, tờ báo Wall Street Journal vinh danh Vaynerchuk vào danh sách Các Đại Gia Doanh nghiệp Nhỏ của Twitter còn Bloomberg's Business Week vinh danh ông trong danh sách 20 Nhân vật mà Mọi Doanh nhân Nên Noi Gương. Năm 2013, Vaynerchuk xuất hiện trên trang bìa số tháng 11 của tạp chí Inc. trong bài viết về "How to Master the 4 Big Social-Media Platforms."
Năm 2014, ông vinh dự góp mặt trong danh sách 40 Nhân vật Xuất sắc dưới 40 của tạp chí Fortune và được chọn làm giám khảo cuộc thi Hoa hậu Mỹ. Năm 2015 ông được xướng tên trong danh sách New York Business 40 Under 40 của Crane và danh sách "25 Diễn Giả Truyền thông Xã Hội Hàng Đầu Bạn Cần Biết" của Inc. Năm 2016 Vaynerchuk là giám khảo cuộc thi Genius Awards.

## Tác phẩm
- #AskGaryVee: One Entrepreneur's Take on Leadership, Social Media, and Self-Awareness Hardcover (2016) ISBN 0062273124
- Jab, Jab, Jab Right Hook (2013) ISBN 1594868824
- The Thank You Economy (2011) ISBN 0061914185
- Crush It!: Why NOW Is the Time to Cash In on Your Passion (2009) ISBN 0061914177
- Gary Vaynerchuk's 101 Wines: Guaranteed to Inspire, Delight, and Bring Thunder to Your World (2008) ISBN 1594868824